# 鹿児島刑務所
鹿児島刑務所（かごしまけいむしょ）は、法務省矯正局の福岡矯正管区に属する刑務所。
下部機関として鹿児島拘置支所、大島拘置支所を持つ。

## 所在地
- 鹿児島県姶良郡湧水町中津川1733
  - JR九州肥薩線 吉松駅から、車・タクシーで約7分または湧水ふるさとバスに乗車で刑務所宿舎で下車。
  - 九州自動車道吉松BS（はまゆう号の廃止により停車する高速バスはない）から徒歩10分。
  - 九州自動車道えびのインターチェンジ・栗野インターチェンジから車でそれぞれ約20分。

## 収容分類級
- B級（短期刑再犯者）

## 収容定員
- 498人

## 沿革
- 1908年（明治41年） - 鹿児島郡伊敷村大字永吉（現在の鹿児島市永吉）に設置。山下啓次郎によって設計された。
- 1946年（昭和21年） - 第二次世界大戦終結に伴い台湾から受刑者139人を受け入れる[1]。
- 1985年（昭和60年） - 姶良郡吉松町中津川に移転。跡地の大半が鹿児島アリーナとなり、一部は鹿児島拘置支所として残る。

## 組織
所長の下に2部1課を持つ2部制である。
- 総務部（庶務課、会計課、用度課）
- 処遇部（処遇担当、企画担当）
- 医務課

## 特記事項
- 刑務作業の一環として茶園が設置されている。